# ハリーオン
ハリーオン（Hurry On　1913年 - 1936年）は第一次世界大戦の最中にイギリスで活躍した競走馬であり、後年種牡馬としても成功を収めた。

## 来歴
父はケンブリッジャーステークスの優勝馬マルコヴィル、母はトウトスイトである。オーナーはウィスキー醸造で財を成したジェイムス・ブキャナン、調教師はのちに歴史的名調教師としての評価を受ける、フレデリック・ダーリングであった。

## 現役時代
相当な巨漢馬であったため、仕上がりが遅れ、初出走は3歳の6月であったが、戦時中のためニューマーケット競馬場で開催されたセントレジャーや、ジョッキークラブカップなど6戦のすべてを圧勝して、無敗のまま現役を終えた。ニューベリーステークスでは同年の1000ギニー勝ち馬を破り、セプテンバーステークスでは同年の2000ギニー勝ち馬を負かしている。

## 種牡馬時代
ハリーオンは種牡馬としても大成功を収め、3頭のダービー馬キャプテンカトル・コロナック・コールボーイや、アスコットゴールドカップに勝ち、種牡馬としても成功したプリシピテイションなど、多数の活躍馬を輩出し、1926年にはイギリスリーディングサイヤーとなった。同じ1926年のアメリカのリーディングサイヤーは、同じマッチェム系のマンノウォーであり、マッチェム系は空前の繁栄を迎えていた。また、同じ頃日本では同系のチャペルブラムプトンがリーディングサイヤーになっている。

## 血統表
| ハリーオンの血統                 | ハリーオンの血統                                    | ハリーオンの血統                                    | （血統表の出典）                                    | （血統表の出典） |
| 父系                             | ハリーオン系/マッチェム系                           | ハリーオン系/マッチェム系                           | ハリーオン系/マッチェム系                           | [ § 2 ]          |
| 父 Marcovil 1903 栗毛 イギリス   | 父の父Marco 1892 栗毛 イギリス                      | Barcaldine                                          | Solon                                               | Solon            |
| 父 Marcovil 1903 栗毛 イギリス   | 父の父Marco 1892 栗毛 イギリス                      | Barcaldine                                          | Ballyroe                                            |                  |
| 父 Marcovil 1903 栗毛 イギリス   | 父の父Marco 1892 栗毛 イギリス                      | Novitiate                                           | Hermit                                              | Hermit           |
| 父 Marcovil 1903 栗毛 イギリス   | 父の父Marco 1892 栗毛 イギリス                      | Novitiate                                           | Retty                                               |                  |
| 父 Marcovil 1903 栗毛 イギリス   | 父の母Lady Villikins 1885 栗毛 イギリス             | Hagioscope                                          | Speculum                                            | Speculum         |
| 父 Marcovil 1903 栗毛 イギリス   | 父の母Lady Villikins 1885 栗毛 イギリス             | Hagioscope                                          | Sophia                                              |                  |
| 父 Marcovil 1903 栗毛 イギリス   | 父の母Lady Villikins 1885 栗毛 イギリス             | Dinah                                               | Hermit                                              | Hermit           |
| 父 Marcovil 1903 栗毛 イギリス   | 父の母Lady Villikins 1885 栗毛 イギリス             | Dinah                                               | The Ratcatcher's Daughter                           |                  |
| 母 Tout Suite 1904 栗毛 イギリス | 母の父Sainfoin 1887 栗毛 イギリス                   | Springfield                                         | St. Albans                                          | St. Albans       |
| 母 Tout Suite 1904 栗毛 イギリス | 母の父Sainfoin 1887 栗毛 イギリス                   | Springfield                                         | Viridis                                             |                  |
| 母 Tout Suite 1904 栗毛 イギリス | 母の父Sainfoin 1887 栗毛 イギリス                   | Sanda                                               | Wenlock                                             | Wenlock          |
| 母 Tout Suite 1904 栗毛 イギリス | 母の父Sainfoin 1887 栗毛 イギリス                   | Sanda                                               | Sandal                                              |                  |
| 母 Tout Suite 1904 栗毛 イギリス | 母の母Star 1887 栗毛 イギリス                       | Thurio                                              | Cremorne                                            | Cremorne         |
| 母 Tout Suite 1904 栗毛 イギリス | 母の母Star 1887 栗毛 イギリス                       | Thurio                                              | Verona                                              |                  |
| 母 Tout Suite 1904 栗毛 イギリス | 母の母Star 1887 栗毛 イギリス                       | Meteor                                              | Thunderbolt                                         | Thunderbolt      |
| 母 Tout Suite 1904 栗毛 イギリス | 母の母Star 1887 栗毛 イギリス                       | Meteor                                              | Duty                                                |                  |
| 母系(F-No.)                      | (FN:2-d)                                            | (FN:2-d)                                            | (FN:2-d)                                            | [ § 3 ]          |
| 5代内の近親交配                  | Hermit 父内 4×4=12.50%、 Stockwell 母内 5×5×5=9.38% | Hermit 父内 4×4=12.50%、 Stockwell 母内 5×5×5=9.38% | Hermit 父内 4×4=12.50%、 Stockwell 母内 5×5×5=9.38% | [ § 4 ]          |
| 出典                             | 1. 2. 3. 4.                                         | 1. 2. 3. 4.                                         | 1. 2. 3. 4.                                         | 1. 2. 3. 4.      |